# 滝沢乃南
滝沢 乃南（たきざわ のなみ、1985年12月14日 - ）は、日本の元女優、元歌手、元グラビアアイドル。
群馬県出身。

## 略歴
芸能スカウトサークル「タレたん（原宿タレント探偵団）」にスカウトされる。中学生時代は桃香、MOMOKA、MONMOなどの名前でタレたんの中で原宿竹下通りの占い事務所塔里木を拠点に活動（占いはやっていない）。ネット写真集を販売することが主な活動であった。その時のメインカメラマンは塚田和徳。その後、タレたんのスタッフが株式会社いちにのさんを設立して活動。この当時、「ASCII24 Club　会員No.40―MONMOさんが紹介するヤマハ(株)“光るギター”『EZ-EG』」でギターを紹介するモデルにてその容姿で脚光を浴びた。その後、滝沢乃南に改名した。
2002年の暮れ、高校2年生16歳のときに1st写真集発表。
2003年、高校2年生17歳の時に1st DVD発表。清純なお嬢様ルックスとバスト95センチのIカップボディーを売りに活動を展開し、人気を博す。
2005年、フジテレビ系ドラマ『ウォーターボーイズ 2005夏』で女優デビュー。
2007年、まくびーに移籍。
2008年8月、ユニバーサルミュージックより『PEACH』でメジャーデビュー。
2010年6月、芸能生活10周年のメモリアル写真集を発売。同年11月、週刊誌『FLASH』にて年内をもって水着グラビアからの卒業を宣言。
2011年から芸能活動を休止。
2013年5月より芸能活動を再開して以降、舞台を中心とする女優活動をしていた。
2015年12月、グラビア卒業を宣言したが「奇跡の復活にして、滝沢乃南の記念碑的ラストDVD!」と銘打ち『ありがとね』を発表。
2016年3月31日、まくびーを退所し、2016年4月1日からイリスに所属することになった。また、同年4月に発生した熊本地震を見て心を痛め、チャリティー撮影会を開催するなど、ある程度のグラビア活動に復帰した。
2016年7月1日、DVD『ありがとね』に全裸の男性カメラマンが映り込んでいることが発覚し、騒動になる。滝沢は自身のブログで、映り込んだカメラマンと入籍していることと、責任をとって引退することを発表した。
2020年9月13日、第一子を出産した事をSNSで報告した。
2022年11月10日、自身のTwitter（現・X）を更新し、埼玉県出身ではなく群馬県出身であることを公表した。

## 人物
趣味は散歩、半身浴。特技は歌、水泳、バスケットボール、バドミントン、デジカメで自分を撮ること。

## 作品

### イメージビデオ
1. Pure Smile（2003年2月20日、竹書房）
2. カバーガールズ 滝沢乃南&山本彩乃（2003年7月23日、コロムビアミュージックエンタテインメント）
3. 滝沢乃南 in The Six Senses（2003年9月18日、ポニーキャニオン）
4. ピュア（2004年4月23日、パンド）
5. ヴィーナス（2004年4月23日、パンド）
6. Se-女!滝沢乃南（2004年9月25日、GPミュージアムソフト）
7. 見つめて…（2004年11月20日、ラインコミュニケーションズ）
8. MAJEUR（2005年7月25日、パンド） - 2枚組限定盤も同日発売
9. 白桃郷（2006年5月12日、竹書房）
10. MADE in AKIBA（2006年8月25日、竹書房） - 主演映画『AKIBA』のメイキング
11. あなたと…（2006年12月15日、ラインコミュニケーションズ）
12. 和〜nagomi（2007年5月11日、竹書房）
13. 楽園〜セクシーのなみん王道篇〜（2007年8月20日、ラインコミュニケーションズ）
14. 逃亡〜ボクの恋人のなみん篇〜（2007年8月20日、ラインコミュニケーションズ）
15. Dear…（2007年12月19日、フォーサイド・ドット・コム）
16. My Darling（2008年3月21日、フォーサイド・ドット・コム）
17. 悪戯な視線（2008年7月25日、イーネット・フロンティア）
18. Special DVD-BOX（2008年10月20日、ラインコミュニケーションズ） - 7、11の作品と未公開映像が収録されたDVD1枚のBOXセット
19. KURA-KURA〜のなみんinハワイ（2008年12月15日、ラインコミュニケーションズ）
20. YURA-YURA〜のなみんinジャパン（2008年12月15日、ラインコミュニケーションズ）
21. 柔肌（2009年7月24日、イーネット・フロンティア）
22. 好きだから…（2009年7月24日、イーネット・フロンティア）
23. 3D×衝撃 触れてみて…（2010年1月7日、グラマラスキャンディ）
24. 白肌天使（2010年6月25日、竹書房）
25. ヒミツ遊戯（2010年6月25日、竹書房）
26. フィナーレ1/2〜相思（2010年12月15日、ラインコミュニケーションズ）
27. フィナーレ2/2〜相愛（2010年12月15日、ラインコミュニケーションズ）
28. PARADISE BOX（2010年12月15日、ラインコミュニケーションズ） - 13、14の作品と未公開映像が収録されたDVD1枚のBOXセット
29. WAKU-WAKU BOX（2011年6月20日、ラインコミュニケーションズ） - 19、20の作品と未公開映像が収録されたDVD1枚のBOXセット
30. ありがとね（2015年12月24日、ギルド）

## 出演

### テレビドラマ
- WATER BOYS 2005夏（2005年、フジテレビ） - 鰤谷ミチル 役
- アキハバラ@DEEP 第9話（2006年、TBS） - 美希子 役
- 娼婦と淑女（2010年、東海テレビ） - アケミ 役

### テレビバラエティー
- マチコ先生（2007年11月12日 - 15日、テレビ神奈川）
- Goro's Bar（2008年2月21日、28日、TBS）
- BAR80's （2009年4月4日、テレビ朝日） - レギュラー
- 太田光の私が総理大臣になったら…秘書田中。 （2009年5月29日、日本テレビ）

### 映画
- AKIBA（2006年12月、監督：小沼雄一）- 主演・ミナノ 役
- 大奥 百花繚乱（2008年11月　監督：山本清史）- お珠 役
- JAWS IN JAPAN（2009年、監督：ジョン・ヒジリ） - 主演・ミキ 役

### オリジナルビデオ
- 遺物 アクトレス「病棟の隣人」（2010年）

### CD
シングル
- のなみん天使〜〜愛と正義のために〜（2007年7月4日・GIRLS RECORD） - 「残酷な天使のテーゼ」「檄!帝国歌劇団」をカヴァー
- B・BLUE （2007年11月14日・GIRLS RECORD） - ロックバンドBOØWYのカヴァー曲、高橋まことがドラムで参加

アルバム
- GLORY STORY（2008年04月23日・GIRLS RECORD）
- PEACH （2008年8月20日・ユニバーサルミュージック）
- Wonderful Discovery （2009年6月24日・GEORIDE）

### 舞台
- 劇団ROUTE30 第1回公演「SAKANA」（2006年06月9日 - 11日、於・笹塚ファクトリー）
- 劇団たいしゅう小説家「無敵な男達」（2006年12月1日 - 10日、於・東京芸術劇場小ホール2）
- 劇団たいしゅう小説家 Present's「春遠からず」（2009年2月19日 - 25日、於・MAKOTOシアター銀座）
- IOH PRODUCE／landrope PROJECT vol1「お彼岸HOLIDAY」（2009年10月7日 - 12日、於・下北沢・シアター711）
- NAOTO KINE＋IOH Project「天使の涙…〜竜眼堂物語VOL.1〜」（2009年12月3日 - 16日、於・下北沢・シアター711）
- NAOTO KINE＋IOH Project「天使の涙…〜竜眼堂物語VOL.1〜」［再演］（2010年2月3日 - 14日、於・下北沢・シアター711）
- カラフル企画Vol.4「めぐりあうとき」（2013年9月18日 - 22日、於・笹塚ファクトリー） 紀野川咲 役
- 劇団たいしゅう小説家 Present's バリスタ物語劇場版「歳末ハードコアセール」（2013年12月26日 - 29日、於・萬劇場）
- SDプロジェクト公演「あなたと住むなら」〜東京タワー編／スカイツリー編〜（2014年2月4日 - 9日、於・築地本願寺ブティストホール）
- ユーキース・エンタテインメント 第14回プロデュース公演 第2回園田英樹演劇祭「髪飾りのかたち」（2014年5月20日 - 6月1日【5月24日 13:00、5月27日 19:30、5月29日 19:30、6月1日 15:00】、於・シアター風姿花伝）
- 戦後70周年記念特別企画  靖国神社奉納野外劇「俺は、君のためにこそ死ににいく」（2015年7月30日 - 8月2日【月組:7月31日、8月2日】、於・靖国神社境内遊就館前特設舞台） 安田梅子 役

### ボイスドラマ
- 蒼空のフロンティア 海神のイーグリット（2010年、サクラ・アーヴィング）

### インターネット
- 週刊Music EX（2008年4月 - 9月、BIGLOBEストリーム）

### 携帯サイト
- アイドルがイッパイ

### PCソフトウェア
- Viemo（ヴィーモ）デスクトップキャラクター (2008年10月06日）

## 書籍

### 写真集
- はじめましてのなみです（2002年12月9日、シンコー・ミュージック） ISBN 978-4-401-62248-1
- みなさま☆こんにちは（*＾○＾*）（2003年7月19日、シンコー・ミュージック） ISBN 978-4-401-62253-5
- Naked Peach（2008年8月25日、ワニブックス） ISBN 978-4-8470-4113-6
- Grand Finale （2010年6月3日、小学館） ISBN 978-4-09-103085-6